# Ginnastica ai Giochi della XXVIII Olimpiade - Corpo libero femminile

## Finale
| Posiz | Ginnasta                          | Valore Partenza | Svizzera (bandiera) | Italia (bandiera) | Belgio (bandiera) | Messico (bandiera) | Nuova Zelanda (bandiera) | Regno Unito (bandiera) | Penalità | Totale |
| ----- | --------------------------------- | --------------- | ------------------- | ----------------- | ----------------- | ------------------ | ------------------------ | ---------------------- | -------- | ------ |
|       | Cătălina Ponor Romania            | 10.00           | 9.75                | 9.75              | 9.75              | 9.75               | 9.75                     | 9.75                   | —        | 9.750  |
|       | Nicoleta Daniela Șofronie Romania | 9.90            | 9.55                | 9.55              | 9.60              | 9.60               | 9.55                     | 9.55                   | —        | 9.562  |
|       | Patricia Moreno Spagna            | 10.00           | 9.50                | 9.50              | 9.45              | 9.60               | 9.50                     | 9.40                   | —        | 9.487  |
| 4     | Cheng Fei Cina                    | 9.90            | 9.50                | 9.45              | 9.55              | 9.50               | 9.60                     | 9.50                   | 0.10     | 9.412  |
| 5     | Daiane dos Santos Brasile         | 10.00           | 9.55                | 9.55              | 9.45              | 9.45               | 9.45                     | 9.45                   | 0.10     | 9.375  |
| 6     | Mohini Bhardwaj Stati Uniti       | 9.90            | 9.40                | 9.35              | 9.35              | 9.45               | 9.50                     | 9.45                   | 0.10     | 9.312  |
| 7     | Kate Richardson Canada            | 9.70            | 9.30                | 9.30              | 9.35              | 9.30               | 9.30                     | 9.40                   | —        | 9.312  |
| 8     | Alina Kozič Ucraina               | 9.50            | 8.55                | 8.55              | 8.65              | 8.60               | 8.60                     | 8.65                   | 0.10     | 8.500  |